# Daniel De Leon
Daniel De Leon (Curaçao, 14 december 1852 – New York, 11 mei 1914), ook wel Daniel de León, was een Curaçaos-Amerikaanse socialistische redacteur, politicus, marxistisch theoreticus en vakbondsman. Hij wordt beschouwd als de grondlegger van het Leonisme en was de leider van de Socialist Labour Party of America van 1890 tot aan zijn dood. De Leon was medeoprichter van de Industrial Workers of the World en veel van zijn ideeën en filosofie hebben wereldwijd bijgedragen aan de oprichting van socialistische arbeidspartijen.

## Biografie

### Jeugd en opleiding
Daniel De Leon werd op 14 december 1852 op Curaçao geboren als zoon van Salomon de Leon en Sarah Jesurun De Leon. Zijn vader was chirurg in de Koninklijke Landmacht en koloniaal ambtenaar en woonde in Nederland voordat hij in dienstplicht trad.
De Leon verhuisde in 1866 naar Hamburg. Hij studeerde aan het gymnasium in Hildesheim en ging in 1870 ging hij naar de Universiteit van Leiden. Hij studeerde geneeskunde in Leiden en was lid van het A.S.C./A.V.S.V., maar studeerde niet af. De Leon sprak Duits, Nederlands, Frans, Engels, Oudgrieks en Latijn, naast zijn moedertaal Spaans. Tussen 1872 en 1874 emigreerde hij met zijn vrouw en moeder naar New York en werkte als docent Latijn, Grieks en wiskunde aan de Thomas B. Harrington's School in Westchester, New York. In 1876 ging hij naar de Columbia University, waar hij in 1878 afstudeerde.

### Politieke carrière
De Leon was een Georgistische socialist tijdens de burgemeestersverkiezing van Henry George in 1886 en trad in 1890 toe tot de Socialist Labor Party of America (SLP). De Leon werd de redacteur van de krant The People. In 1891, 1902 en 1904 stelde hij zich kandidaat voor het gouverneurschap van de staat New York.
De Leon werd eind jaren tachtig marxist en pleitte voor de revolutionaire beëindiging van het kapitalisme.
De Leon uitte zich kritisch over de vakbeweging in de Verenigde Staten en omschreef de Amerikaanse Federatie van Arbeid als de "Amerikaanse verdeler van arbeid".

### Dood en nalatenschap
De Leon stierf op 11 mei 1914 aan endocarditis in het Mount Sinai Hospital in Manhattan (New York).
Daniel De Leon beïnvloedde andere socialisten, ook buiten de Verenigde Staten. In het Verenigd Koninkrijk werd bijvoorbeeld een arbeiderspartij opgericht. De Leons was voorvechter van vreedzame en bloedeloze revoluties, wat ook invloed had op Antonio Gramsci, die dit verder ontwikkelde tot het concept van passieve revolutie.
- Biblioteca Nacional de España: XX1610739
- Bibliothèque nationale de France: cb131787827 (data)
- CiNii: DA04587841
- Gemeinsame Normdatei: 123575222
- International Standard Name Identifier: 0000 0001 0888 518X
- Library of Congress Control Number: n85251123
- Nationale Bibliotheek van Letland: 000154467
- Bibliotheek van het Japanse parlement: 00547573
- Nationale Bibliotheek van Tsjechië: skuk0000297
- Nationale Bibliotheek van Israël: 987007306832905171
- Nederlandse Thesaurus van Auteursnamen: 119064073
- SNAC: w60v9555
- Système universitaire de documentation: 035281219
- Trove: 1118919
- Virtual International Authority File: 37056279
- WorldCat: E39PBJfRBdDJ9Cqwf7tWcy4THC